# العشورية (فزنا)
العشورية هي إحدى مشيخات المملكة المغربية، تتبع جغرافيا لإقليم الرشيدية وإداريًا لفزنا. يقدر عدد سكانها بـ 1521 نسمة حسب الإحصاء الرسمي للسكان والسكنى لسنة 2004.